# Château-ferme de Roly
 (mai 2022).
Si vous disposez d'ouvrages ou d'articles de référence ou si vous connaissez des sites web de qualité traitant du thème abordé ici, merci de compléter l'article en donnant les références utiles à sa vérifiabilité et en les liant à la section « Notes et références ».
 (mai 2022).
La mise en forme du texte ne suit pas les recommandations de Wikipédia : il faut le « wikifier ».
Les points d'amélioration suivants sont les cas les plus fréquents. Le détail des points à revoir est peut-être précisé sur la page de discussion.
- Les titres sont pré-formatés par le logiciel. Ils ne sont ni en capitales, ni en gras.
- Le texte ne doit pas être écrit en capitales (les noms de famille non plus), ni en gras, ni en italique, ni en « petit »…
- Le gras n'est utilisé que pour surligner le titre de l'article dans l'introduction, une seule fois.
- L'italique est rarement utilisé : mots en langue étrangère, titres d'œuvres, noms de bateaux, etc.
- Les citations ne sont pas en italique mais en corps de texte normal. Elles sont entourées par des guillemets français : « et ».
- Les listes à puces sont à éviter, des paragraphes rédigés étant largement préférés. Les tableaux sont à réserver à la présentation de données structurées (résultats, etc.).
- Les appels de note de bas de page (petits chiffres en exposant, introduits par l'outil «  Source ») sont à placer entre la fin de phrase et le point final[comme ça].
- Les liens internes (vers d'autres articles de Wikipédia) sont à choisir avec parcimonie. Créez des liens vers des articles approfondissant le sujet. Les termes génériques sans rapport avec le sujet sont à éviter, ainsi que les répétitions de liens vers un même terme.
- Les liens externes sont à placer uniquement dans une section « Liens externes », à la fin de l'article. Ces liens sont à choisir avec parcimonie suivant les règles définies. Si un lien sert de source à l'article, son insertion dans le texte est à faire par les notes de bas de page.
- La présentation des références doit suivre les conventions bibliographiques. Il est recommandé d'utiliser les modèles {{Ouvrage}}, {{Chapitre}}, {{Article}}, {{Lien web}} et/ou {{Bibliographie}}. Le mode d'édition visuel peut mettre en forme automatiquement les références.
- Insérer une infobox (cadre d'informations à droite) n'est pas obligatoire pour parachever la mise en page.

Pour une aide détaillée, merci de consulter Aide:Wikification.
Si vous pensez que ces points ont été résolus, vous pouvez retirer ce bandeau et améliorer la mise en forme d'un autre article.
Le château-ferme de Roly est situé en Wallonie à Roly dans la province de Namur (Belgique).

## Histoire
Dominant de sa masse imposante, la ferme-château, dont le donjon n'est autre que la tour des chevaliers, signe de la puissance des premiers seigneurs du lieu, la « thour de Rolliers », remonte au début du XIIIe siècle. Une maison (le manoir) y était adjoint. Par la suite, furent édifiés un vaste corps de logis et les communs : une immense grange, de nombreuses écuries, étables et porcheries, ainsi qu'une bergerie. 
La cour intérieure est défendue par trois tourelles. On y pénètre par deux portes cochères et des douves entourent les bâtiments aux côtés ouest et nord. 
Le millésime 1616 apposé au mur sud rappelle la grande restauration de cet ensemble qui avait subi les assauts des troupes françaises à l'époque de l'édification des forteresses de Philippeville et de Mariembourg. 
Le château était en ruine au début de 1700 et ce n'est qu'au cours des années 1746 à 1749 qu'on le transforma. 
Aujourd'hui propriété privée. 
Seule une petite partie du château est actuellement rénovée : le donjon est la seule partie habitée, la chapelle castrale entièrement rafraîchie accueillait parfois des expositions. Une autre réalisation du propriétaire est la transformation de la bergerie et de la brasserie en salle de réception.
Le domaine exposait souvent le travail d'artistes et d'artisans qui étaient, accessoirement, autant d'occasions de découvrir l'architecture du bâtiment. L'immense grange accueillait un marché de Noël chaque année.  

SOURCES: Michael Meulenyzer, collection Roly, passion patrimoine

## La chapelle castrale
En face du presbytère, se trouve une chapelle dédiée à saint Antoine de Padoue. Cette chapelle est indépendante des prêtres de Roly.
La face ouest de la chapelle, aujourd’hui amputée de son clocher, et couverte d’une croupette d’Eternit, est percée d’une porte en plein cintre, flanquée de quatre canonnières. La toiture repose sur une corniche biseautée en tuf. Derrière l’autel de pierre qui pourrait remonter au XIVe siècle, on a pu retrouver les fondations d’un chœur semi-circulaire ; serait-ce la trace de l’ancienne chapelle castrale déjà citée en 1485 ?
La chapelle fut complètement remaniée dans les années 1880, voûtée en bardeau et peinte dans le goût de l’époque. Sur la face sud, on a retrouvé sous les plâtras des fresques représentant des fleurs et des soleils ocre, rouges et bleus à rayons sinusoïdaux, peinture originale de la détrempe du XVIe siècle (aujourd'hui invisibles à la suite de la rénovation du bâtiment). Quant à la porte percée vis-à-vis dans le mur nord, elle date des transformations de 1880, comme le prouve sa situation à l’extérieur de l’enceinte, source d’insécurité, la taille des marches et l’arc à deux grands claveaux.
La tradition veut que dans le temps, il y avait un aumônier au château qui y disait la sainte messe.
La clé de la porte donnant accès à la chapelle face à la place (façade extérieure) était conservée par le garde particulier (M. Mambourg en 1877). La clé de l’autre porte donnant dans la cour de la ferme (dans la façade intérieure) était gardée par le maître des lieux.  

SOURCES : Michael Meulenyzer, collection Roly, passion patrimoine

## La seigneurie de Roly
- 1049 : Le premier chevalier de Roly connu est Théodoricus de Roslier
- 1067 : Existence d'une tour à Roly de Gossuinus de Roslier.
- 1078 : Théodoricus de Roslier
- av 1180 : Wiscendis, femme de Bernardus de Rolliers
- 1119 : Walterus de Rosliers
- XIIIe : Construction de la nouvelle tour de Roly en dur (calcaire et tuf)
- vers 1218 : Gertrudis de Rolliers
- vers 1235 : Herbrand de Roliers
- 1270 : Huart de Roliers
- av 1301 : Herbrand de Rolliers
- 1302 : Jaquemart dit le Roussiaus de Rollier à la bataille de Courtrai
- 1325 : Jean de Rollier, écuyer, seigneur de la tour de Rollier, fils du précédent
- 1346 : Existence d'une tour et d'un manoir appartenant à Jakemins de Roliers
- 1350 : Jacquemars de Roliers ou Rollier, grand écuyer
- 1356 : Albert de Rollier, fils du précédent
- 1388 : Philippe de Roly, fils d'Albert de Rollier
- 1438 : Jean de Fontenelle vend la seigneurie à Jéhan de Walin
- 1455 : Philippe de Roly, fils du même nom est tué à Belgrade
- 1467 : Renard ou Renaud de Roly, fils du précédent
- 1489 : Godefroid Lambert dit de Roly
- 1499 : Jean Lambert, fils de Godefroid
- 1554 : L'armée française ruina partiellement le château et dépendances sous Antoine Lambert, fils de Jean.
- 1574 : Jean Lambert dit de Roly, fils d'Antoine
- 1580 : Jean de Roly premier seigneur en possession de toute la seigneurie. Démolition et reconstruction des dépendances en dur.
- 1602 : Gérard de Roly, fils aîné de Jean
- 1616 : Reconstruction du château (à la suite du démantèlement de 1554) par Gérard Lambert de Roly
- 1651 : Jean ou Jean-Pierre de Roly, fils de Gérard (baron de Roly)
- 1701 : Charles, baron de Roly. Celui-ci renonça à ses droits sur le château en faveur de Jean-Baptiste Fréderic de Lierneux et de Mariane de Roly.
- 1723 : À la suite d'un procès entre M de Liernieux et le comte de Groesbeeck, ce dernier racheta la terre de Roly
- 1724 : Jacques-François, comte de Groesbeeck, de Wemmeling et du Saint Empire, dit comte d'Aublin et de Franc-Waret à la suite de son mariage
- 1744 : Alexande-François comte de Groesbeeck, fils du précédent
- 1750 : Transformation de l'intérieur de la tour par le marquis Alexandre de Crois
- 1791 : Charles Lidwine, marquis de Croix, petit-fils d'Alexandre
- Ernest, marquis de Croix, fils de Charles (1803-1874)
- Blanche de Croix (1841-1929)
- Louise Marie d'Andigné, fille de Blanche (1870-1959)
- Par la suite d'héritages successifs, la propriété passa aux mains du marquis Albert-Amédée-Ernest-Osven de Kerouartz (1898 -1975)
- 1985 : 17 octobre-Constitution de la "Societé du Château-Ferme S.A." par Mme.Célia Philippe Louise Elisabeth Marie Marquise de KEROUARTZ, M.Gérald Francis Gabriel Henri GOHIER, Mme.Laurence Bernadette Suzanne Renée GOHIER, M.Oswen Audran  Frédéric François GOHIER, Mme Frédérika Blanche Germaine Renée GOHIER, M.Louis Albert Marie Ghislain MASSART,
- 1989  : M. Geevaert, propriétaire du château de Samart
- 1995  : M. et Mme Léone.
- 2023  : Herman BORRE & Gilberte LODEWIJCKX.

SOURCES : Michael Meulenyzer, collection Roly, passion patrimoine